# Anna Biolay
Anna Biolay, född 22 april 2003 i Paris, är en fransk skådespelare.
Biolay har bland annat medverkat i filmen Rosalie. Hon har även medverkat i TV-serien Nudes. Anna Biolay är dotter till sångaren och skådespelaren Benjamin Biolay.

## Filmografi (i urval)
- 2023 – Rosalie
- 2024 – Nudes (TV-serie)